# 葛京
葛京是馬來西亞吉隆坡市中心东南部的一個區域，與半山芭、甘榜班登 、啤律與馬魯里花園為鄰，名稱來源於位置橫貫其核心區域的葛京路（Jalan Cochrane）。葛京是蕉賴的老社區，早期遍佈政府宿舍，因吉隆坡市中心已沒有剩下面積較大土地可供發展，故在2010年起，吉隆坡市政府已陸續將葛京一帶的政府宿舍拆除，並將此地改造為新的商貿中心。

## 歷史
葛京，得名於查爾斯·沃特·漢密爾頓·葛京，1929年至1930年間曾任英屬馬來亞霹靂州第17任參政司（British Resident of Perak），1930年至1932年間任馬來聯邦政府輔政司（Chief Secretary）。在二戰前，英殖民政府已陸續沿葛京路（Jalan Cochrane）陸續為中低階級的供公務人員興建宿舍，總計538個單位，大部分住戶為馬來人及印度人，僅有少部分為華人。自2000年起，因吉隆坡市中心已無面積較大的空地，於是燕美至葛京一帶的公務員宿舍陸續被拆除，以讓路敦拉薩國際貿易中心、捷運9 加影线及其他開發案的進行。葛京一帶的住戶獲安排遷至新街場、蒲種、武吉加里爾一帶的人民組屋，拆除工作遂於2011年開始陸續進行。
2005年，位於葛京的人民組屋——柏卡沙人民組屋（PPR Perkasa）啟用，總計1068個單位。該人民組屋共分為A、B和C座，每座16樓平均約有200名居民，超過50%住戶為華人，主要收容原本分別來自十五碑、半山芭與陳秀連非法木屋的居民。

## 商業活動

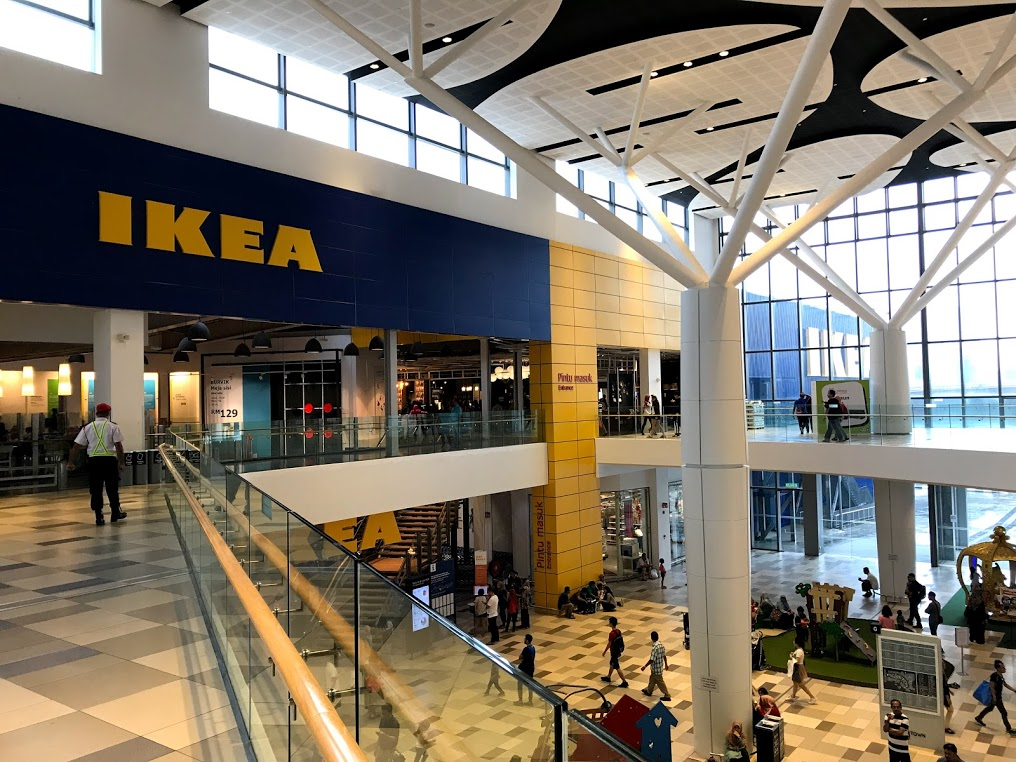
宜家家居蕉賴店

在公務員宿舍被拆除後，葛京一帶新增大片可發展土地。宜家家居蕉賴店於2015年開幕，該分店為馬來西亞第二家宜家家居分店。銜接宜家家居的Mytown購物中心則於2017年開幕，佔地約110萬平方公尺，5個樓層共有460間零售商店，為蕉賴面積最大的商場之一。

## 交通

### 鐵路
9 加影线於葛京設有一站——葛京站，該站於2017年7月17日開幕。
| 車站編號 | 車站名称 | 原文名   | 车站服务 |
| -------- | -------- | -------- | -------- |
| SBK21    | 葛京站   | Cochrane | 9 加影线 |

## 政治
葛京屬於蕉赖國會議席，該議席在馬來西亞下議院的代表为来自希盟行动党的陳國偉。